# (7558) Yurlov
(7558) Yurlov (1982 TB2) – planetoida z grupy pasa głównego asteroid okrążająca Słońce w ciągu 3 lat i 171, w średniej odległości 2,29 j.a. Została odkryta 14 października 1982 roku.